# Дорохойский погром
Дорохо́йский погро́м (рум. Pogromul de la Dorohoi, ивр. פרעות דורוחוי‎) — еврейский погром в румынском городе Дорохое 1 июля 1940 года. Погром был организован военнослужащими румынской армии, отступавшей из Бессарабии. В результате погрома по официальным данным было убито 53 еврея и десятки ранены. Однако современные историки полагают, что число убитых доходило до 200 человек.

## Ход событий
В результате советского ультиматума Румынии 26 мая 1940 года, последняя вынуждена была передать СССР территории Бессарабии и Северной Буковины. Румынские власти постарались направить народное недовольство против евреев, обвиняя их в помощи СССР и нападении на отступающие румынские войска.
Дорохой находился на пути выходящих из Северной Буковины румынских войск, треть его населения составляли евреи. Антисемитские настроения в румынской армии были очень высокими.
В конце июня 1940 года, в ходе отступления румынской армии перед занимающей её территорию Красной армией, в результате конфликта между советским и румынским офицерами в городе Герца — румынский офицер был застрелен. При этом погиб также румынский солдат еврейского происхождения Янка Соломон, пытавшийся закрыть своим телом командира. 1 июля в Дорохое были похороны обоих погибших. Офицер был похоронен на христианском кладбище, а солдат на еврейском. В церемонии похорон Соломона приняли участие многие еврейские жители Дорохоя и группа из 10 еврейских солдат 8-го артиллерийского полка румынской армии во главе с прапорщиком Эмилем Берковичем, которые были направлены на похороны командованием гарнизона
Ещё до начала похорон с раннего утра 1 июля солдаты 8-го стрелкового полка румынской армии вместе с местными жителями ходили по городу и отмечали христианские дома буквой «C». Около 02:00 часов дня когда гроб с телом Соломона опускали в могилу в западной части кладбища раздались выстрелы. Это был сигнал к началу еврейского погрома. После окончания похорон, у ворот кладбища еврейские солдаты были окружены военнослужащими 3-го гренадерского полка румынской армии, которые под угрозой оружия заставили их снять военную форму и расстреляли. Затем мёртвое тело Эмиля Берковича было пристроено к пулемёту для доказательства, что якобы евреи стреляли по румынской армии.
После этого румынские солдаты под предлогом поиска людей с оружием ворвались в кладбищенскую синагогу, вытащили оттуда находившихся там евреев и расстреляли из пулемёта — включая 8 женщин и трёх детей. Тех, кто остался жив, добивали ударами прикладов по головам.
После этого в самом Дорохое также начался еврейский погром, в котором приняли участие румынские солдаты и гражданское население. Погром сопровождался изнасилованиями, пытками и убийствами с особой жестокостью. В тот же день резня распространилась на сёла вокруг Дорохоя и воинские подразделения, в которых служили еврейские солдаты.
Бесчинства продолжались сутки. Погром прекратился из-за большого ливня. По официальным данным было убито 53 еврея и десятки ранены. По данным еврейской общины Дорохоя и современных историков, число убитых составило от 165 до 200 человек.
Командир 8 армейского корпуса генерал Константин Сэнэтеску приказал провести расследование, которое установило, что ответственны за организацию погрома офицеры румынской армии — капитаны Георге Теохарие и Константин Сергие. Они целенаправленно придумывали и распускали по Дорохою слухи о советском нападении и участии евреев в стрельбе по румынской армии. Тем не менее, никто из виновных не был отдан под трибунал, румынское командование ограничилось административными взысканиями и арестами.